# Sint-Kunibertkerk
De Sint-Kunibertkerk is de jongste van de twaalf romaanse kerken van de Duitse stad Keulen. De kerk werd in 1247 gewijd ter ere van Kunibert van Keulen, één jaar voordat begonnen werd met de bouw van de gotische dom van Keulen.

## Geschiedenis
Sint-Kunibert, een missionaris onder Friezen en Saksen, bisschop en raadgever van koning Dagobert I, stichtte of vernieuwde op de plek van de huidige basiliek een kerk. In deze kerk werd de bisschop later begraven. Na 690 werden ook de Twee Ewalden, metgezellen van Sint-Willibrord en vermoord door heidenen, in deze kerk begraven. Oorspronkelijk was de kerk gewijd aan Sint-Clemens. Maar sinds de 9e eeuw werd Kunibert eveneens vereerd en in documenten van 866 werd geschreven over een klooster gewijd aan Kunibert. Rond het midden van de 11e eeuw werd de voorganger van de huidige kerk gebouwd. Na de heiligverklaring van de Ewalden in 1074 en Kunibert in 1168 werd de plek een bedevaartsoord.
Tussen 1210-1215 werd een aanvang genomen met de bouw van de huidige kerk. Het koor kwam in 1226 gereed en de kerk kon als stiftskerk worden gewijd in 1247. Tot het jaar 1261 werden een transept en een toren in het westen toegevoegd. Bij een brand in 1376 liepen de westelijke toren, de gewelven van het westelijke dwarsschip en de daken van de oostelijke koortorens zware schade op. De westelijke toren werd rond 1400 met een bovenverdieping in gotische stijl hersteld; de beide oostelijke torens kregen gotische spitsen met een knik.
Het klooster werd in 1802 tijdens de Franse bezetting opgeheven. De kloostergebouwen werden in 1821 gesloopt, terwijl de kerk een gewone parochiekerk werd. In dezelfde periode werden de gotische torenspitsen vervangen door piramidedaken.
In 1830 stortte tijdens een storm de westelijke spits in. De toren maakte geen deel uit van het oorspronkelijke ontwerp van het bouwwerk en de structuur van het gebouw was evenmin op een toren berekend. De herbouw op historische wijze vond plaats in de jaren 1836-1870. De westelijke toren kreeg een bekroning met een steile spits met knik. Ook werden de piramidedaken van de oostelijke torens vervangen door neogotische torens.

## Verwoesting en herbouw
Tijdens de Tweede Wereldoorlog leed de kerk in de jaren 1944-1945 op verschrikkelijke wijze onder de Britse bombardementen op de stad. Het dak werd verwoest door brand, de westelijke toren werd geraakt door een bom, stortte in en verwoestte grote delen van het westelijke deel van de kerk. Na de oorlog werd de ruïne tot op zekere mate in de vooroorlogse toestand hersteld. Het koor en schip werden voltooid in 1955. De beide oostelijke torens kregen in plaats van de neogotische torens weer piramidedaken. Met de herbouw van het transept en de westelijke toren werd pas begonnen in 1981. De wederopbouw hiervan sloot aan op de situatie voor 1830. De bronzen toegangspoort is een werk van de Keulse beeldhouwer Toni Zenz.

## Interieur
Koor
- Een reliekenkast uit 1222 in een nis met een muurschildering van een kruisigingsgroep uit 1210-1220
- Een sacramentshuis in de zuidnis van het koor uit de 15e eeuw
- De doopkapel met fresco's uit 1260-1270 en een doopbekken uit 1260
- Het Ewaldschrijn uit 1879. Het origineel werd tijdens de secularisatie vernietigd, de houten kern van de schrijn en de gebeenten van de heiligen bleven bewaard
- Het Kunibertschrijn uit 1869. Ook van dit schrijn bleef de houten schrijn met daarin de relieken bewaard, terwijl de schrijn zelf werd vernietigd in de Franse tijd

Kerkschip
- Een drieluik voorstellende Het Jongste Gericht, olieverf op hout (1556)
- Aan de westelijke vieringpijlers een Annunciatiegroep met beelden van de engel Gabriël en de Heilige Maagd uit 1439
- Het orgel werd in 1993 door de Zwitserse orgelbouwer Kuhn gebouwd
- Een grafmonument van de kanunnik Paul Aussem van zwart marmer (1679)

Westelijk dwarsschip
- De schatkamer met o.a. veel relikwiebustes en textiel
- In het zuidwestelijk dwarsschip bevinden zich fragmenten van een laatgotisch altaar van eikenhout (circa 1500)[2]

## Afbeeldingen

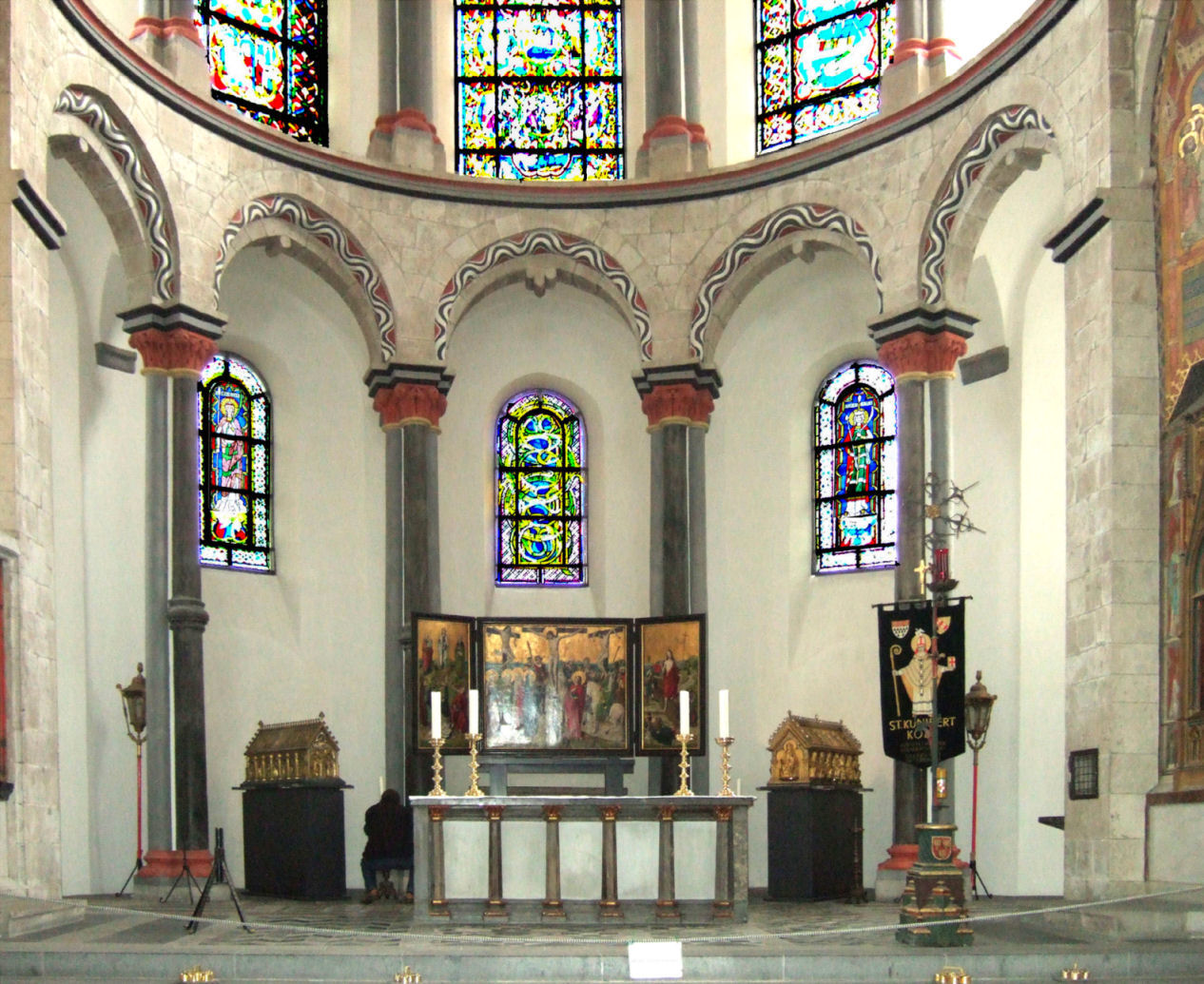
Koor
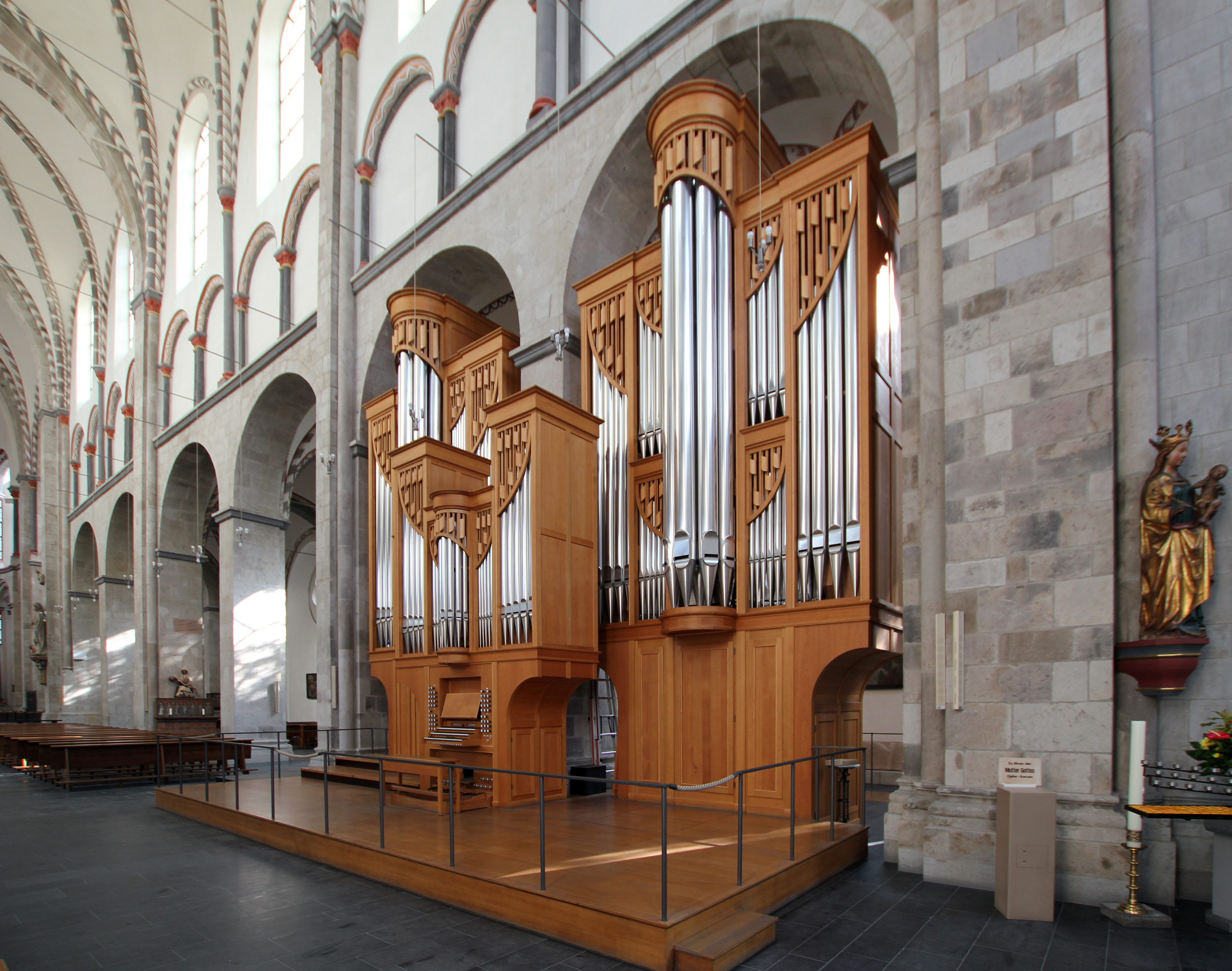
Orgel (1993)
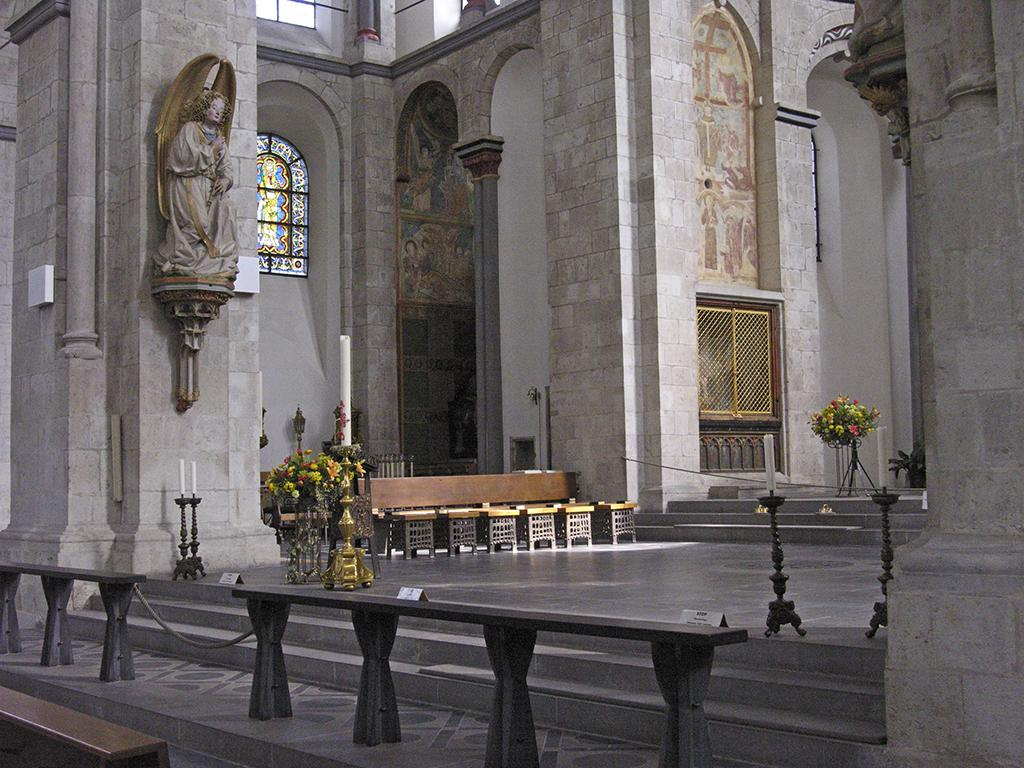
Verkondigingsengel
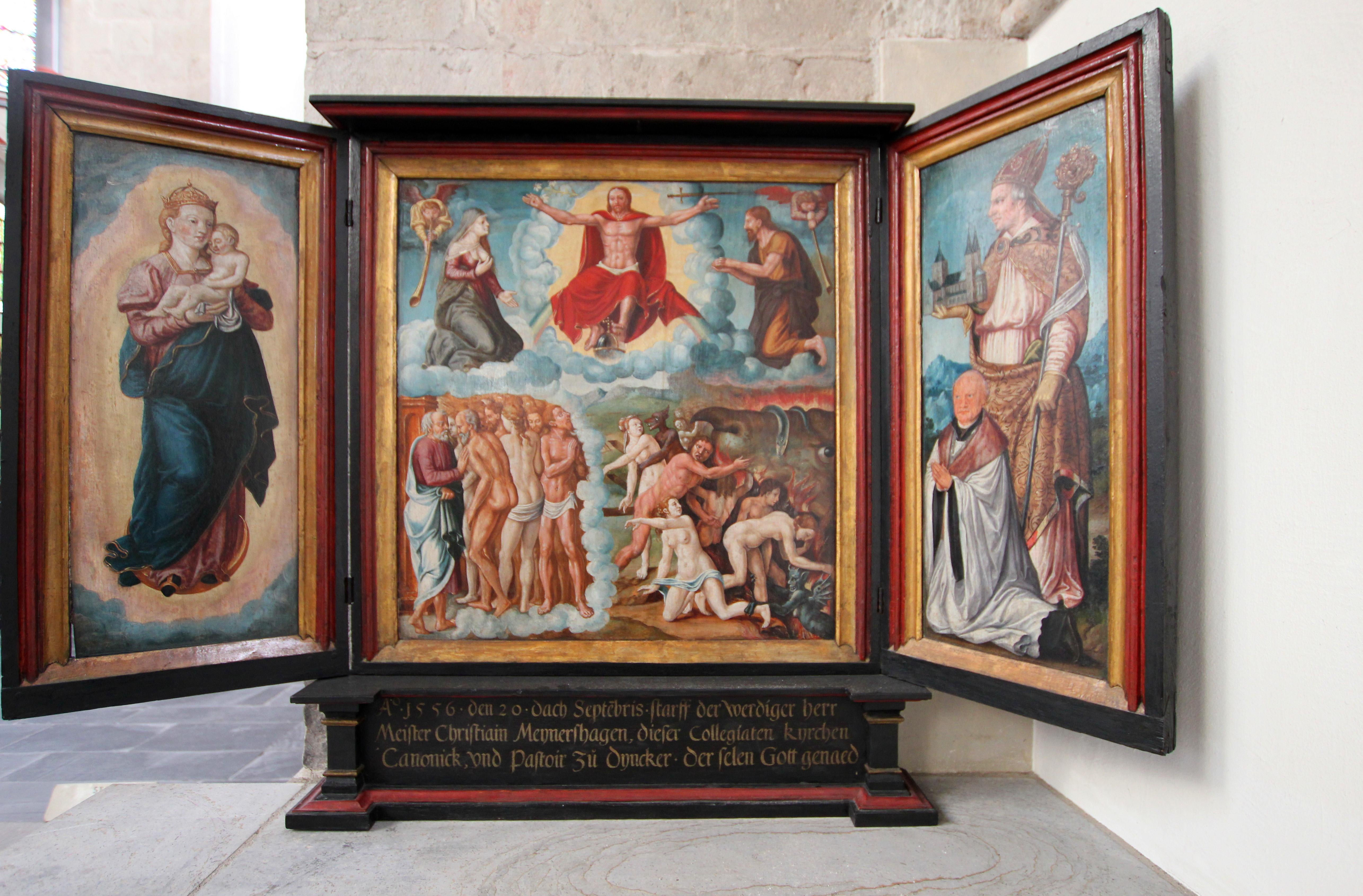
Triptiek Het Jongste Gericht
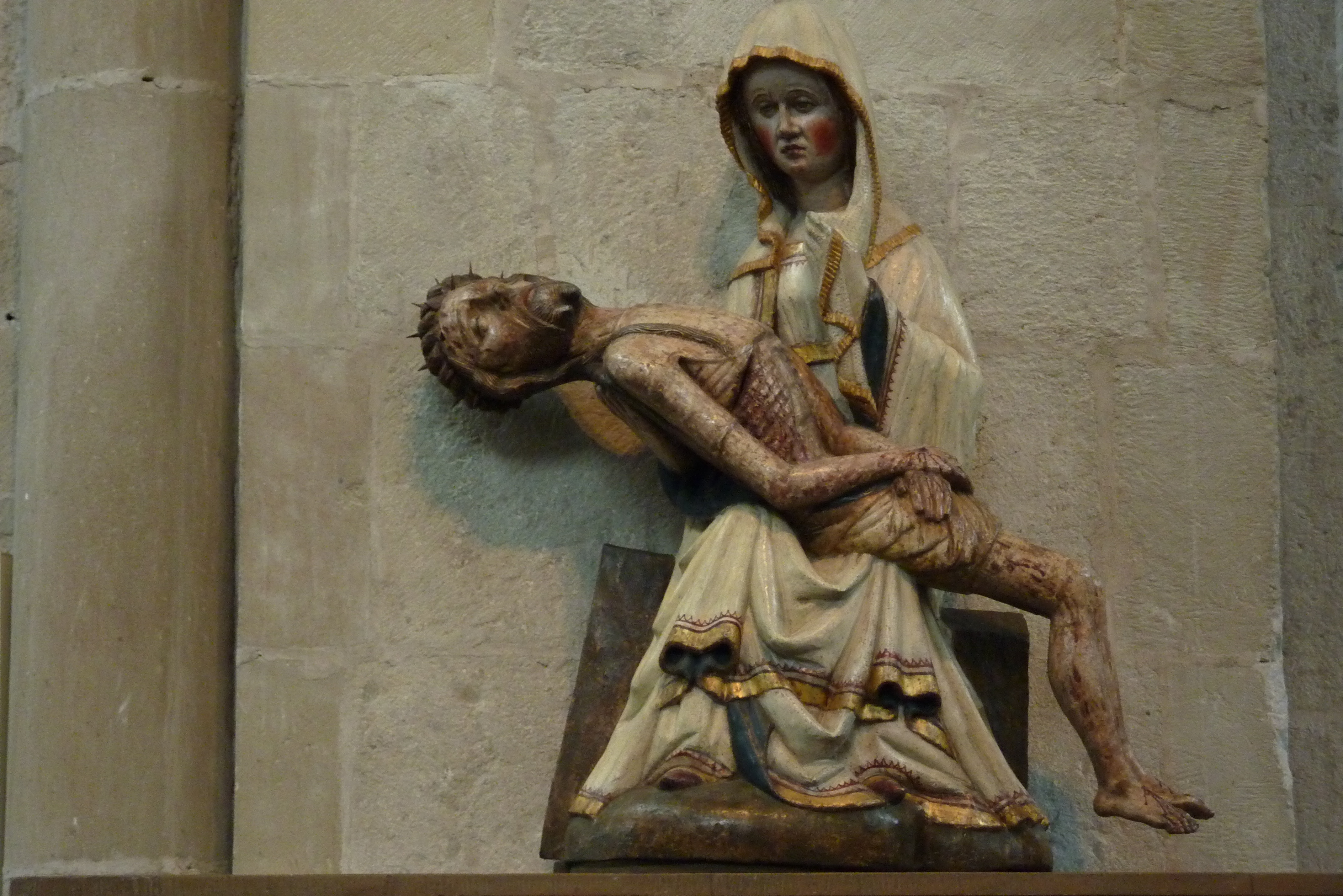
Piëta (15e-eeuws).
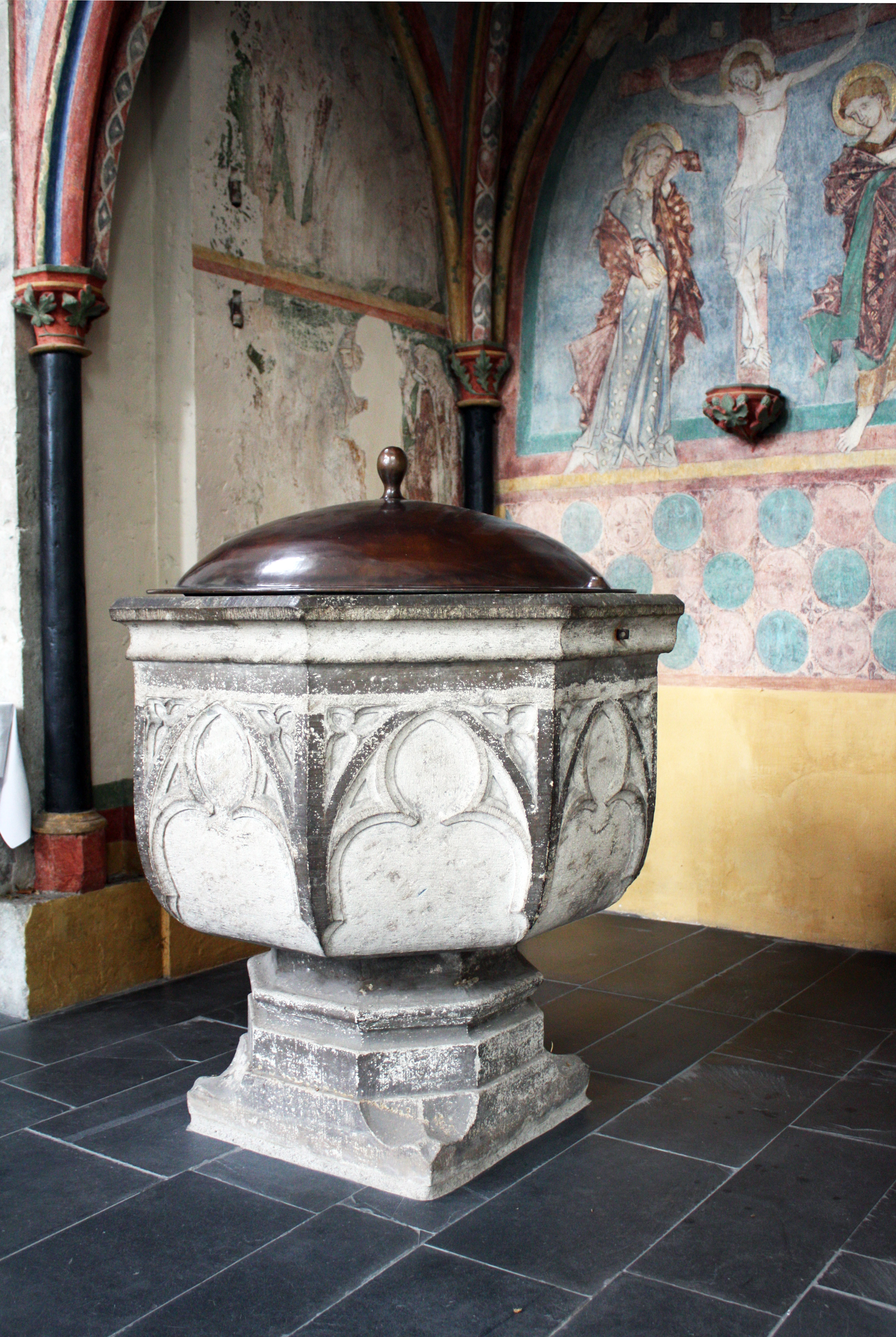
Doopkapel